# الأكدرية
الأكدرية أو: مسألة الأكدرية في فقه المواريث واحدة من المسائل الملقبات، تعرف بـالأكدرية، وصورتها مكونة من اجتماع أربعة ورثة هم: زوج وأم وجد وأخت. ووجه الخصوصية في توريث الأخت والجد بالفرض، ثم المقاسمة، على خلاف أصول التوريث، فالقاعدة: أن الأخت لا فرض لها مع الجد في باب إرث الجد والإخوة، إلا في مسألة واحدة هي: مسألة الأكدرية. فيفرض للجد السدس، وللأخت النصف، وللزوج النصف، وللأم الثلث، ويجمع نصيب الأخت ونصيب الجد، ويقسم بينهما أثلاثا، للجد منه ثلثان، وللأخت ثلث، وتعول المسألة،

## مسألة الأكدرية
مسألة الأكدرية هي المسألة المسماة بالأكدرية، وتتكون مسألة الأكدرية من أربعة ورثة، وصورتها: أن تموت المورثة ولها تركة، وينحصر ورثتها في أربعة وهم: زوجها، وأمها، وأختها لأبويها أو لأب، وجد. ويجتمع في هذه المسألة صنفان من التوريث أحدهما: الإرث بالفرض فقط، وهو إرث الزوج والأم، وثانيهما: الجمع بين الفرض والتعصيب، وهو إرث الأخت والجد، ويفرض للأخت النصف، وللجد السدس، وتعول المسألة بمجموع السهام، ويعطى منه للزوج فرضه، وللأم فرضها، ويقسم الباقي بين الجد والأخت.

## صورة المسألة
صورة مسألة الأكدرية منحصرة في أربعة من الورثة هم: زوج وأم وأخت لأبوين أو لأب وجد، يكون للزوج فرض النصف، وللأم فرض الثلث، وللأخت فرض النصف، وللجد فرض السدس. ثم تعول المسألة وتقسم سهام المسألة بعد العول على الوثة للزوج والأم فرضهما بعد العول، والباقي يقسم بين الجد والأخت للذكر مثل حظ الأنثيين، والذي يقسم بينهما هو سدس الجد ونصف الأخت بعد عول المسألة، فيقسم إلى ثلاثة أسهم: ويكون منه للجد سهمان، وللأخت سهم واحد.
ولا يفرض للجد مع الأخوات في غير هذه المسألة.

## التسمية
الأكدرية تعرف عند العلماء بهذا الاسم، فيقال لها: «مسألة الأكدرية». وسبب التسمية يرجع إلى معنى التكدير؛ لأنها تكدر قياس قواعد المواريث. وقد ذكر الفقهاء أن سبب تسميتها بذلك: أنها كدرت على زيد بن ثابت أصوله في باب إرث الجد والإخوة، حيث جعلها تعول، ولا عول عنده في مسائل الجد والإخوة، إلا في هذه المسألة، كما أن قياس مسأئل باب الجد والإخوة: عدم توريث الأخت بالفرض إلا في هذه المسألة، فالتوريث فيها على خلاف التوريث في مسائل باب الجد والإخوة. وقيل: سميت بذلك؛ لأن عبد الملك ابن مروان سأل عنها رجلا اسمه: (الأكدر) فأفتى فيها على مذهب زيد وأخطأ فيها، فنسبت إليه.(1)

## الحكم
مسألة الأكدرية يحكم فيها كغيرها من مسائل المواريث، وهناك طريقة افتراضية للتعامل معها بناء على القواعد العامة للمواريث، إلا أن هذا يؤدي إلى عدم التوافق مع قواعد أخرى للمواريث، فكان العدول عن ذلك إلى طريقة أخرى لا تتنافى مع قواعد التوريث، وهي طريقة استثنائية بالنسبة للطرق المعمول بها في التوريث. وبناء على أصول التوريث العامة فإن هذه المسألة منحصر في أربعة ورثة هم: زوج وأم وجد وأخت، وأصل مسألتهم من ستة للزوج النصف وهو (ثلاثة)، وللأم الثلث وهو: (اثنان)، وللجد السدس وهو: (واحد)، وهذا يستلزم سقوط الأخت؛ لأن الثلاثة الباقين في المسألة لا يدخل عليهم الحجب على كل حال، وهذا القول مروي عن أبي بكر الصديق ومن وافقه، ولكن المسألة ما زالت تكدر أصول التوريث؛ بسبب تزاحم الورثة، وحرمان الأخت، مع أنه لا أحد في هذه المسألة يحجبها، وفرض الزوج هنا هو النصف بالإجماع، ولا ينقص عنه إلا بالعول، ولا تقاسمه الأخت في فرضه، ولا تقاسم الأم في فرضها، أما مقاسمتها للجد فممكنة، لكن لا تقاسمه الأخت في فرض السدس؛ لأنه أقل ما يحصل عليه، ولا ينقص عنه. والعمل حينئذ هو: أن يفرض للأخت النصف ويقسم المال بين الورثة، بعد العول.
- مذهب أبي بكر الصديق ومن وافقه: عدم توريث الأخت، فللأم الثلث، وللزوج النصف، والباقي للجد.
- مذهب عمر بن الخطاب وعبد الله بن مسعود: للأم السدس؛ لئلا تكون أفضل من الجد، وللزوج النصف، وللأخت النصف، وللأم السدس، وللجد السدس، وأصل المسألة ستة وتعول لثمانية، وتقسم عليهم السهام بعد العول من غير تعصيب.
- مذهب علي بن أبي طالب وزيد ابن ثابت، وأصحاب المذاهب الأربعة، [1] للزوج النصف، وللأخت النصف، وللأم الثلث، وللجد السدس، وأصل المسألة ستة، وتعول إلى تسعة، وتقسم عليهم السهام بعد العول؛ للزوج النصف، وللأم الثلث، ويقسم الباقي بين الجد والأخت، ويضم نصف الأخت، وسدس الجد معا، ويقسمان بين الجد والأخت، للجد سهمان وللأخت سهم. ولم تعط الأم السدس بل الثلث؛ لأن فرضها هنا هو الثلث؛ لعدم وجود الفرع الوارث، وعدم وجود عدد من الإخوة.

ولم تعط الأخت النصف؛ لأنها ترث مع الجد بالمقاسمة لا بالفرض. والجد ههنا لا يرث معها بحكم المعصب لها.
وسبب عول المسألة؛ لأن عدم عولها يستلزم حجب الأخت وليس في هذه المسألة من يحجبها.
وقد روي عن قبيصة بن ذؤيب أنه قال: ما قال ذلك زيد وإنما قاس أصحابه على أصوله، ولم يبين هو شيئا.

### الأخت مع الجد
الأخت لأبوين أو لأب، من أصحاب الفروض إن لم يكن معها معصب، ولا ترث بالفرض مع الجد في باب الجد والإخوة إلا في مسألة الأكدرية.

### استغراق الفروض
قاعدة: إذا استغرقت الفروض في مسألة ما؛ سقط العاصب إلا في مسائل منها: الأخ في مسألة المشتركة والأخت في مسألة الأكدرية. لا تسقط الأخت في مسألة الأكدرية؛ لأنه لا يوجد في هذه الحالة سبب لحجبها.

## حل المسألة
زوج وأم وجد وأخت. للزوج فرض النصف؛ لعدم وجود الفرع الواث ومخرج النصف: (اثنان)، وللأم الثلث، ومخرجه: (ثلاثة)، وللجد السدس، ومخرجه: (ستة)، وللأخت النصف، ومخرجه: (اثنان) أصل المسألة: (ستة) : (اثنان ثلاثة اثنان (ستة)= ستة) (2) (3) (2) (6) = 6). للزوج النصف وهو: (ثلاثة) وللأم الثلث وهو: (اثنان) وللجد: (واحد)، وللأخت النصف (ثلاثة)، تعول المسألة، إلى تسعة. للتحقيق:
(ثلاثة+ اثنان+ واحد+ ثلاثة= تسعة)
ثم يجمع نصيب الأخت ونصيب الجد، ويعودان إلى المقاسمة، وتصح المسألة من: سبعة وعشرين
بالطريقة التالية:

### صورة المسألة
| \| وارث \| رمز \| سهام \| عول \| تصحيح \| ملاحظة \| \| --------- \| --- \| ---- \| --- \| ----- \| ------ \| \| زوج \| ج \| 3 \| 3 \| 9 \| \| \| أم \| م \| 2 \| 2 \| 6 \| \| \| جد \| جد \| ÷ \| ÷ \| 9 \| \| \| أخت شقيقة \| قه \| ÷ \| ÷ \| 3 \| \| \| مجموع \| = \| = \| 9 \| 27 \| \| |     |      |     |       |        |
| وارث | رمز | سهام | عول | تصحيح | ملاحظة |
| زوج | ج   | 3    | 3   | 9     |        |
| أم | م   | 2    | 2   | 6     |        |
| جد | جد  | ÷    | ÷   | 9     |        |
| أخت شقيقة | قه  | ÷    | ÷   | 3     |        |
| مجموع | =   | =    | 9   | 27    |        |

| وارث      | رمز | سهام | عول | تصحيح | ملاحظة |
| --------- | --- | ---- | --- | ----- | ------ |
| زوج       | ج   | 3    | 3   | 9     |        |
| أم        | م   | 2    | 2   | 6     |        |
| جد        | جد  | ÷    | ÷   | 9     |        |
| أخت شقيقة | قه  | ÷    | ÷   | 3     |        |
| مجموع     | =   | =    | 9   | 27    |        |

| \| وارث \| رمز \| سهام \| عول \| تصحيح \| ملاحظة \| \| ------- \| --- \| ---- \| --- \| ----- \| ------ \| \| زوج \| ج \| 3 \| 3 \| 9 \| \| \| أم \| م \| 2 \| 2 \| 6 \| \| \| جد \| جد \| ÷ \| ÷ \| 9 \| \| \| أخت لأب \| ختب \| ÷ \| ÷ \| 3 \| \| \| مجموع \| = \| = \| 9 \| 27 \| \| |     |      |     |       |        |
| وارث | رمز | سهام | عول | تصحيح | ملاحظة |
| زوج | ج   | 3    | 3   | 9     |        |
| أم | م   | 2    | 2   | 6     |        |
| جد | جد  | ÷    | ÷   | 9     |        |
| أخت لأب | ختب | ÷    | ÷   | 3     |        |
| مجموع | =   | =    | 9   | 27    |        |

| وارث    | رمز | سهام | عول | تصحيح | ملاحظة |
| ------- | --- | ---- | --- | ----- | ------ |
| زوج     | ج   | 3    | 3   | 9     |        |
| أم      | م   | 2    | 2   | 6     |        |
| جد      | جد  | ÷    | ÷   | 9     |        |
| أخت لأب | ختب | ÷    | ÷   | 3     |        |
| مجموع   | =   | =    | 9   | 27    |        |

## هوامش
- 1: سبب التسمية

1. سُمّيت الأكدرية: لأنها كدّرت على زيد بن ثابت  مذهبه في باب الجدّ والإخوة، فإنه أعالها ولا عَول عنده في مسائل الجدّ، وفرض للأخت معه وهو لا يَفرض للأخت مع الجد، وجمع سهامه وسهامها فقسّمها بينهما ولا نظير لذلك فخالف قواعد مذهبه وهذا من تكدير مذهبه، بل رُوي عنه فيها ثلاثة مذاهب.
2. وسُمّيت مكدّرة : ذكره ابن الهائم كما حكاه عنه الشنشوري بقوله : قال الشيخ رحمه الله وينبغي أن تسمى على هذا - مكدرة لا أكدرية.
3. وقيل سميت بالأكدرية : لأن عبد الملك بن مروان طرحها على الأكدر بن حمام اللخمي وقال : هو صاحب الفريضة التي تسمى بالأكدرية.
4. وقيل سُمّيت الأكدرية : لأنها طُرحت على رجل من أهل دمشق يقال له الأكدر.
5. وقيل سُمّيت الأكدرية : لأن الحجاج ألقاها على رجل يقال له الأكدر.
6. ويقال أنها سُمّيت بالأكدرية لأنها وقعت لامرأة من «بني الأكدر»، فنسبت إلى قبيلة تلك المرأة.
7. وقيل: إنه كَدّرَ على الأخت بإعطائها النصف ثم استرجاعه بعضه منها.

.

## وصلات خارجية
- موقع الفرائض
- ويب ، المغني لابن قدامة	» كتاب الفرائض	» باب ميراث الجد» مسألة الأكدرية
- المكتبة الشاملة ، إعانة الطالب في بداية علم الفرائض ، مسألة الأكدرية.